# Словаччина на зимових Олімпійських іграх 1994
Словаччина брала участь у Зимових Олімпійських іграх 1994 року в Ліллехаммері (Норвегія), Але не завоювала жодної медалі. 